# Grallaricula cucullata
Pita-formigueira-de-capuz ou torom-de-capuz (Grallaricula cucullata) é uma espécie de ave da família Formicariidae.
Pode ser encontrada nos seguintes países: Colômbia e Venezuela.
Os seus habitats naturais são: regiões subtropicais ou tropicais húmidas de alta altitude.
Está ameaçada por perda de habitat.